# WXw Unified World Wrestling Championship
Le wXw Unified World Wrestling Championship est un championnat professionnel de catch utilisé par la fédération Westside Xtreme Wrestling. 
À l'heure actuelle, le titre connaît 53 règnes pour 35 champions différents.

## Historique du titre
| #  | Catcheur              | Règne | Date             | Jours            | Lieu                              | Événement                                         | Notes |
| -- | --------------------- | ----- | ---------------- | ---------------- | --------------------------------- | ------------------------------------------------- | --- |
| 1  | Mad Cow               | 1     | 1er juillet 2001 | 56               | Essen, Allemagne                  | Dead End                                          | Bat Chris the Bambikiller pour devenir le Champion Inaugural. |
| 2  | Eric Schwarz          | 1     | 26 août 2001     | 112              | Essen, Allemagne                  | Broken Rulz                                       | Bat The Bull, qui remplacait Mad Cow qui était blessé. |
| -  | Vacant                | —     | 15 décembre 2001 | —                | —                                 | —                                                 | Rendu vacant en raison d'une blessure. |
| 3  | Thomas Blade          | 1     | 16 décembre 2001 | 49               | Dresde, Allemagne                 | House show                                        | Bat Big Sick Ben pour le titre vacant. |
| 4  | Chris the Bambikiller | 1     | 3 février 2002   | 159              | Nuremberg, Allemagne              | wXw Payback                                       | |
| -  | Vacant                | —     | 12 juillet 2002  | —                | —                                 | —                                                 | |
| 5  | Martin Nolte          | 1     | 17 août 2002     | 196              | Essen, Allemagne                  | True Colors                                       | Remporte un 20-Man Battle Royal pour le titre vacant. |
| 6  | Chris Hero            | 1     | 1er mars 2003    | 252              | Essen, Allemagne                  | Back To The Roots 2                               | En raison de la défense du titre aux États-Unis contre le IWA Mid-South Heavyweight Champion, Mark Wolf le 21 juin 2003, le titre a obtenu le statut "Championnat Du Monde" et a été renommé wXw World Heavyweight Championship. |
| 7  | Alex Shelley          | 1     | 8 novembre 2003  | 41               | Salem, Indiana, États-Unis        | IWA Mid-South Ted Petty Invitational 2003 - Day 2 | Dans un Three-Way Match, en finale d'un tournoi qui comprenaient également le IWA Mid-South Heavyweight Champion, Danny Daniels.                                                                                                 |
| 8  | Jimmy Jacobs          | 1     | 19 décembre 2003 | Moins de 1 jour. | Lafayette, Indiana, États-Unis    | IWA Mid-South Winter Wars 2003                    | Dans un Submission Match, le troisième match d'un Best Of Seven Series. |
| 9  | Alex Shelley          | 2     | 19 décembre 2003 | Moins de 1 jour. | Lafayette, Indiana, États-Unis    | IWA Mid-South Winter Wars 2003                    | Dans un Lumberjack Match, le quatrième match d'un Best Of Seven Series. |
| 10 | Jimmy Jacobs          | 2     | 19 décembre 2003 | 8                | Lafayette, Indiana, États-Unis    | IWA Mid-South Winter Wars 2003                    | Dans un Texas Death Match, le cinquième match d'un Best Of Seven Series. |
| 11 | Double C              | 1     | 27 décembre 2003 | 168              | Essen, Allemagne                  | 3rd Anniversary HUSS-Mas                          | |
| 12 | Ian Rotten            | 1     | 12 juin 2004     | 7                | Essen, Allemagne                  | Dead End 4                                        | |
| 13 | Double C              | 2     | 19 juin 2004     | 175              | Vienne, Autriche                  | House show                                        | Il s'agissait également d'un Round Robin Tournament Match. |
| 14 | Robbie Brookside (en) | 1     | 11 décembre 2004 | 295              | Essen, Allemagne                  | 4th Anniversary Show                              | |
| 15 | Ares (en)             | 1     | 2 octobre 2005   | 167              | Essen, Allemagne                  | Sunday Bloody Sunday II                           | |
| 16 | Mike Quackenbush (en) | 1     | 18 mars 2006     | 13               | Essen, Allemagne                  | Back To The Roots 5 - Enter The Dark Side         | |
| 17 | Ares (en)             | 2     | 31 mars 2006     | 603              | Reading, Pennsylvanie, États-Unis | CHIKARA Naked                                     | |
| 18 | Alex Pain             | 1     | 24 novembre 2007 | 105              | Oberhausen, Allemagne             | 7th Anniversary Show - Strong Style Tournament    | |
| 19 | Steve Douglas         | 1     | 8 mars 2008      | 246              | Essen, Allemagne                  | 16 Carat Gold 2008 - Day 2                        | |
| -  | Vacant                | —     | 9 novembre 2008  | —                | —                                 | —                                                 | |
| 20 | John Klinger          | 1     | 13 décembre 2008 | 84               | Oberhausen, Allemagne             | 8th Anniversary Show                              | |
| 21 | Bryan Danielson       | 1     | 7 mars 2009      | 55               | Oberhausen, Allemagne             | 16 Carat Gold 2009 - Day 2                        | |
| 22 | Absolute Andy (en)    | 1     | 1er mai 2009     | 225              | Oberhausen, Allemagne             | Dead End IX Beta                                  | |
| 23 | Steve Douglas         | 2     | 12 décembre 2009 | 175              | Oberhausen, Allemagne             | 9th Anniversary Show                              | |
| 24 | Zack Sabre, Jr.       | 1     | 5 juin 2010      | 119              | Oberhausen, Allemagne             | Dead End X                                        | Il bat Douglas pour unifié le wXw World Heavyweight Championship et le wXw World Lightweight Championship. Le titre devient connu comme le wXw Unified World Wrestling Championship.                                             |
| 25 | Big Daddy Walter      | 1     | 2 octobre 2010   | 105              | Oberhausen, Allemagne             | HATEs Fuckin' Birthday Show                       | |
| 26 | Daisuke Sekimoto      | 1     | 15 janvier 2011  | 107              | Oberhausen, Allemagne             | Back To The Roots X                               | |
| 27 | Big Van Walter        | 2     | 2 mai 2011       | 383              | Tokyo, Japon                      | House show de la Big Japan Pro Wrestling          | Walter était originellement connu en tant que Big Daddy Walter. |
| 28 | El Generico           | 1     | 19 mai 2012      | 85               | Oberhausen, Allemagne             | Dead End XII                                      | ,. |
| 29 | Axel Tischer          | 1     | 12 août 2012     | 293              | Oberhausen, Allemagne             | Fans Appreciation Weekend 2012 - Day 2            | Dans un Four-Way Match qui comprenaient également John Klinger et Karsten Beck. |
| 30 | Tommy End             | 1     | 1er juin 2013    | 421              | Oberhausen, Allemagne             | Dead End XIII                                     | |
| 31 | Big Daddy Walter      | 3     | 27 juillet 2014  | 174              | Oberhausen, Allemagne             | Fans Appreciation Night 2014                      | . |
| 32 | Karsten Beck (en)     | 1     | 17 janvier 2015  | 223              | Oberhausen, Allemagne             | Back To The Roots XIV                             | |
| 33 | John Klinger          | 2     | 28 août 2015     | 1                | Hambourg, Allemagne               | Fans Appreciation Night 2015: Hamburg             | |
| 34 | Karsten Beck (en)     | 2     | 29 août 2015     | 196              | Oberhausen, Allemagne             | Fans Appreciation Night 2015: Oberhausen          | Dans un Three Way Match qui comprenaient également A.J. Styles. |
| 35 | Jurn Simmons          | 1     | 12 mars 2016     | 273              | Oberhausen, Allemagne             | 16 Carat Gold 2016 - Day 2                        | Dans un Four-Way Match qui comprenaient également Absolute Andy et John Klinger. |
| 36 | Marty Scurll          | 1     | 10 décembre 2016 | Moins de 1 jour. | Oberhausen, Allemagne             | 16th Anniversary                                  | Dans un Three-Way Match qui comprenaient également Adam Cole. |
| 37 | Axel Dieter Jr.       | 1     | 10 décembre 2016 | 91               | Oberhausen, Allemagne             | 16th Anniversary                                  | . |
| 38 | Jurn Simmons          | 2     | 11 mars 2017     | 147              | Oberhausen, Allemagne             | 16 Carat Gold 2017 - Day 2                        | . |
| 39 | John Klinger          | 3     | 5 août 2017      | 217              | Oberhausen, Allemagne             | Fight Forever Tour Opening                        | Dans un Three-Way Match qui comprenaient également Ilja Dragunov. |
| 40 | Ilja Dragunov         | 1     | 10 mars 2018     | 147              | Oberhausen, Allemagne             | 16 Carat Gold 2018 - Day 2                        | Dans un Three-Way Match qui comprenaient également Walter. |
| 41 | Absolute Andy (en)    | 2     | 4 août 2018      | 217              | Oberhausen, Allemagne             | Shortcut To The Top 2018                          | . |
| 42 | Bobby Gunns (en)      | 1     | 9 mars 2019      | 210              | Oberhausen, Allemagne             | 16 Carat Gold 2019 - Day 2                        | . |
| 43 | Timothy Thatcher      | 1     | 5 octobre 2019   | 70               | Oberhausen, Allemagne             | wXw World Tag Team Festival 2019 - Day 2          | . |
| 44 | Bobby Gunns (en)      | 2     | 14 décembre 2019 | 482              | Oberhausen, Allemagne             | wXw 19th Anniversary                              | Dans un Four-Way Match qui comprenaient également David Starr et Ilja Dragunov. |
| 45 | Marius Al-Ani (en)    | 1     | 9 avril 2021     | 197              | Oberhausen, Allemagne             | wXw Dead End 2021                                 | |
| 46 | Axel Tischer          | 2     | 23 octobre 2021  | 133              | Dresde, Allemagne                 | wXw True Colors 2021                              | . |
| 47 | Tristan Archer (en)   | 1     | 5 mars 2022      | 28               | Oberhausen, Allemagne             | wXw 16 Carat Gold 2022                            | Dans un Four-Way Match qui comprenaient également Jurn Simmons et Levaniel,. |
| 48 | Jurn Simmons          | 3     | 2 avril 2022     | 28               | Francfort-sur-le-Main, Allemagne  | wXw 16 Carat Gold Revenge                         | Dans un Three Way Match qui comprenaient également Axel Tischer,. |
| 49 | Tristan Archer (en)   | 2     | 30 avril 2022    | 231              | Weyhe, Allemagne                  | wXw We Love Wrestling #31 - SLAM In Den Mai       | . |
| 50 | Levaniel (en)         | 1     | 17 décembre 2022 | 56               | Oberhausen, Allemagne             | wXw 22nd Anniversary                              | . |
| -  | Vacant                | —     | 11 février 2023  | —                | —                                 | —                                                 | |
| 51 | Shigehiro Irie        | 1     | 12 mars 2023     | 97               | Oberhausen, Allemagne             | wXw 16 Carat Gold 2023 - Jour 3                   | [ 21 ] |
| 52 | Robert Dreissker (en) | 1     | 17 juin 2023     | 350              | Oberhausen, Allemagne             | wXw Drive Of Champions 2023                       | [ 22 ] |
| 53 | Laurance Roman (en)   | 1     | 1er juin 2024    | 286              | Oberhausen, Allemagne             | wXw Drive Of Champions 2024                       | [ 23 ] |